# 口風琴
口風琴（英語：Melodica）是一種有鍵盤的吹奏樂器，在樂器分類上和口琴同一類，都屬於自由簧的吹奏樂器。口風琴上面有鍵盤，旁邊有吹嘴，可以在彈奏時吹氣，因此也可視為可吹奏的鍵盤樂器。口風琴的鍵盤長度大約是二至三個八度。口風琴由於體積小，而且輕便容易攜帶，在音樂教育中很受歡迎，尤其受到亞洲人的喜愛。
現代的口風琴是由德國的Hohner公司在1950或1960年代所發明。不過19世紀在義大利就已出現類似形式的樂器。

## 图集

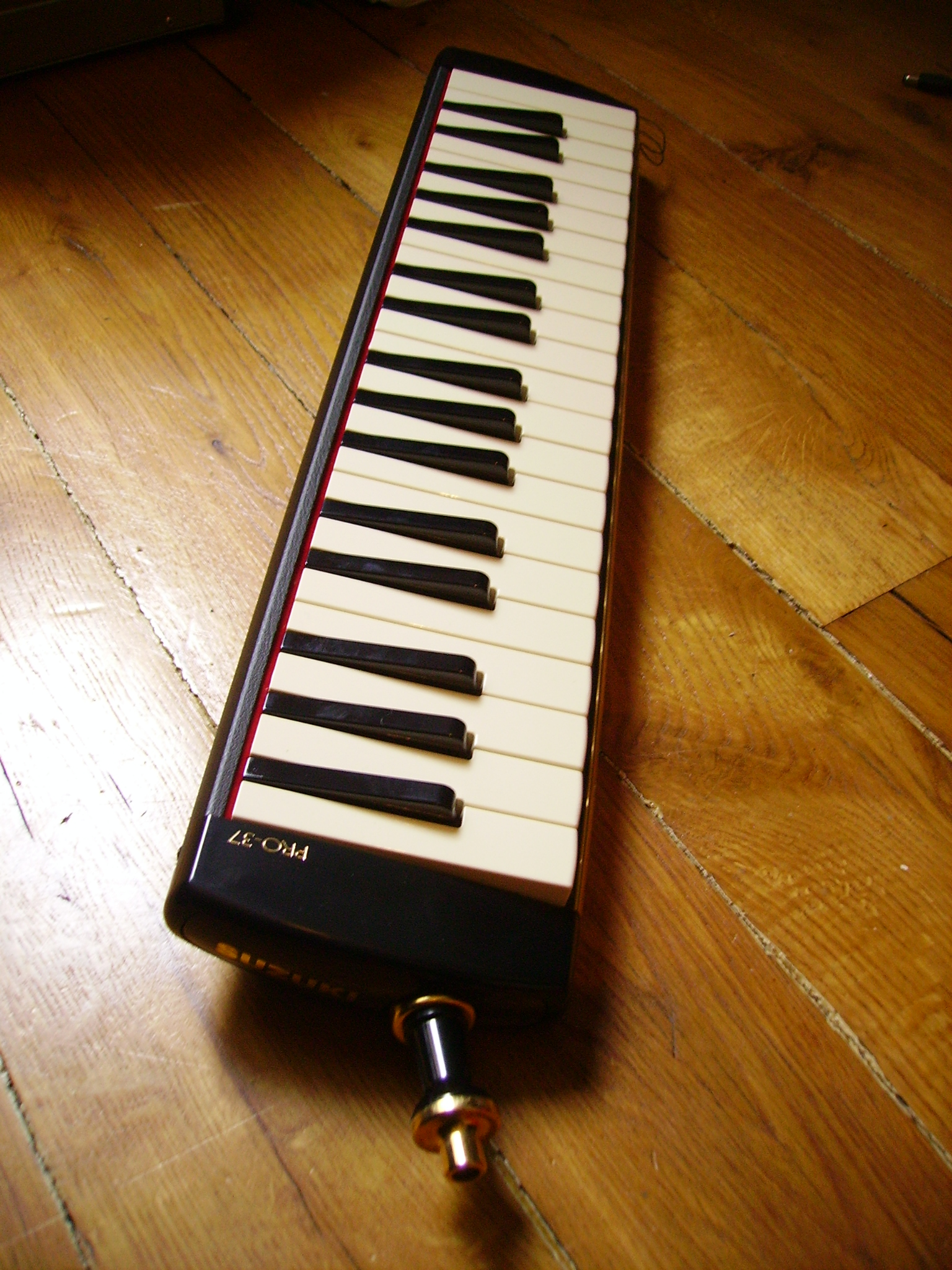
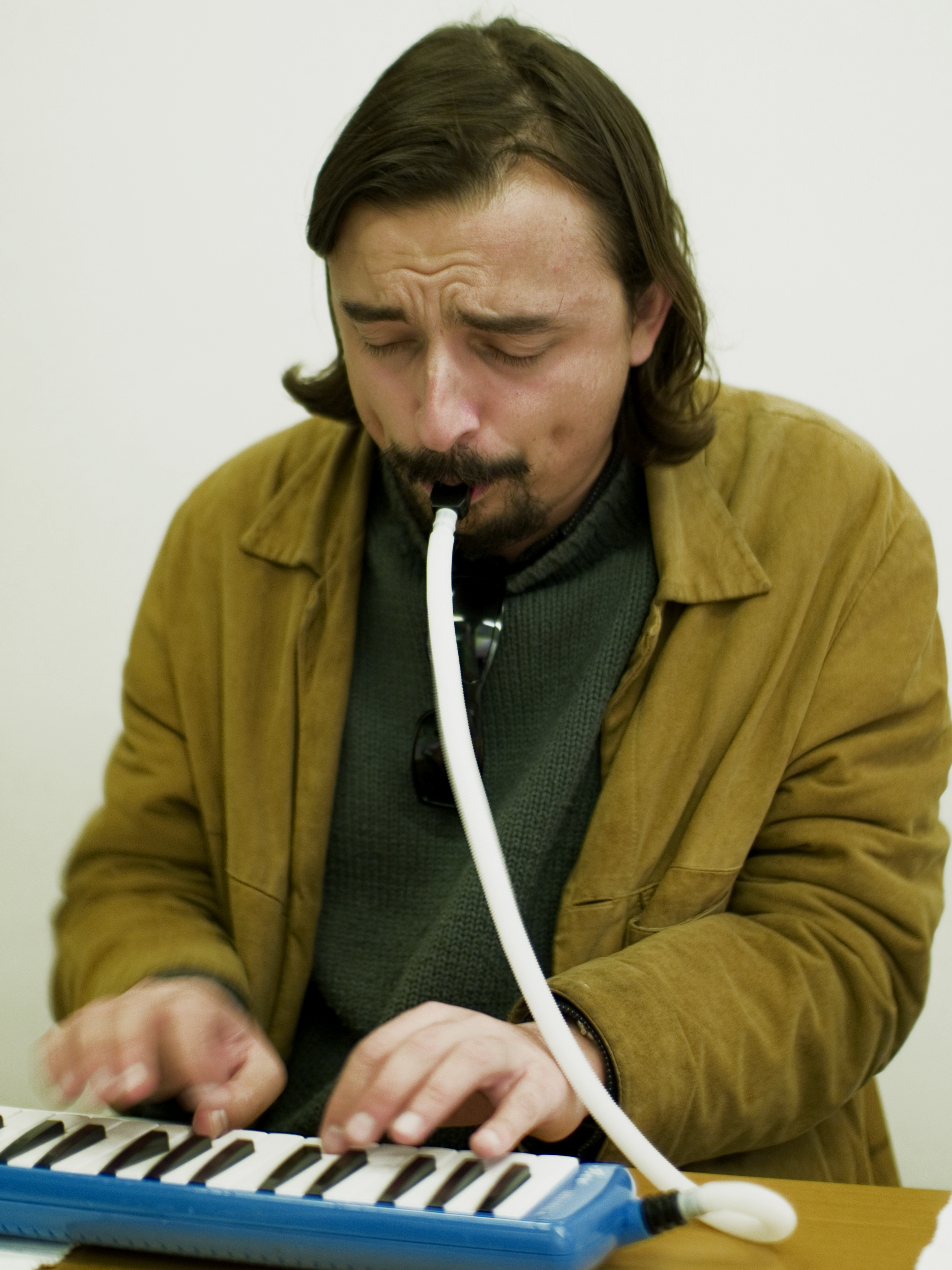
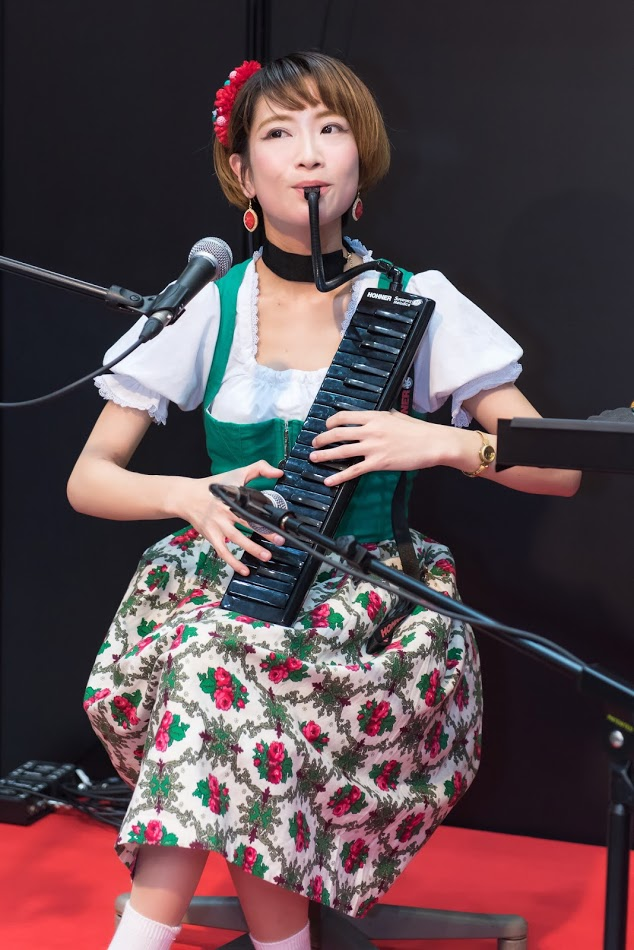
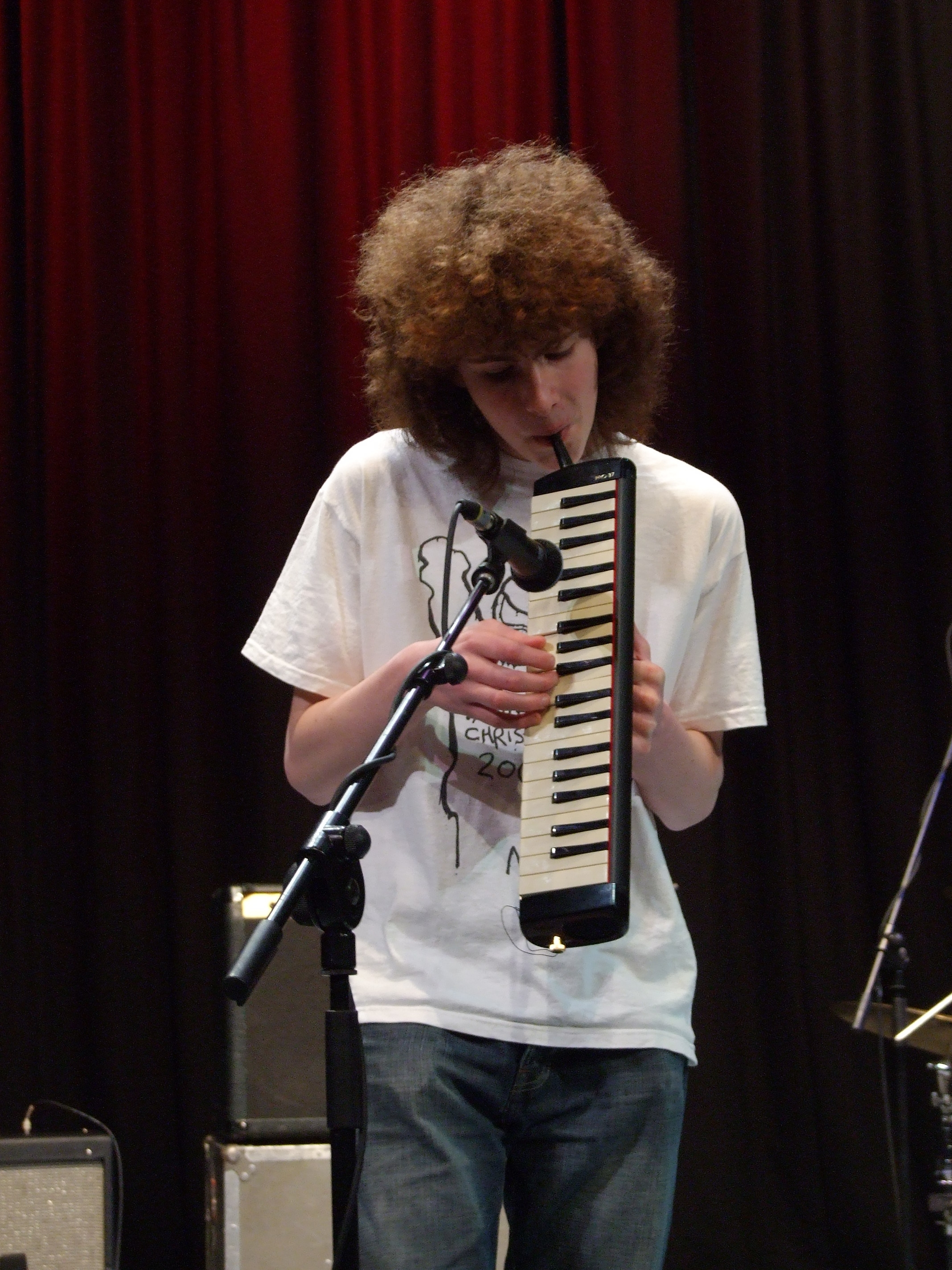